# مسئله چپ و آینده آن
مسئله چپ و آینده آن: یادداشت‌های یک ناظر (به انگلیسی: The Question of the Left and Its Future: Notes of an Onlooker) کتابی از میر شمس‌الدین ادیب‌سلطانی است که به زبان انگلیسی نوشته شده و نشر هرمس آن را منتشر کرده‌است.

## محتوا
کتاب شامل دو بخش است: بخش اول عبارت است از «دربارهٔ مسئله پیشا مدرن، مدرن و پست مدرن» که مقاله‌ای کوتاه است و ادیب‌سلطانی در آن، نگاه خود به فلسفه و آینده آن را توضیح می‌دهد. بخش دوم یا «مسئله چپ و آینده آن: یادداشتهای یک ناظر» هم عمدهٔ محتوای کتاب را تشکیل می‌دهد.